# Артур Штокгофф
Артур Штокгофф (англ. Arthur Stockhoff, 19 листопада 1879 — 20 жовтня 1934) — американський академічний веслувальник.
Олімпійський чемпіон 1904 року в складі розпашної четвірки без стернового.